# Contursi Terme
Contursi Terme község (comune) Olaszország Campania régiójában, Salerno megyében.

## Fekvése
A település a Sele folyó völgyében fekszik, a megye északi részén. Határai: Campagna, Colliano, Oliveto Citra, Palomonte, Postiglione és Sicignano degli Alburni.

## Története
A település őse valószínűleg az idősebb Plinius által is említett Ursentum, amelyet a lucaniaiak egyik törzse alapított a mai Saginara (Contursi Terme egyik frazionéja) helyén. A középkor során a conzai grófsághoz tartozott, majd a 9. század végétől a salernói hercegek birtoka lett. Ebben az időben épült fel a település védelmére a vár, a Tanagro és Sele folyók összefolyásánál. A 11. században a normannok elfoglalták és így a Szicíliai Királyság része lett. 1806-ban lett önálló amikor a királyságban felszámolták a feudalizmust.

## Népessége
A népesség számának alakulása:

## Főbb látnivalói
A település fő turisztikai vonzereje a termálfürdő, amelynek különleges gyógyító hatásairól már idősebb Plinius is említést tett.
További látnivalók:
- Bambino Gesù-templom – a 17. század elején épült reneszánsz stílusban
- Santa Maria delle Grazie-templom – a 17. század végén épült reneszánsz stílusban
- Santa Sofia-templom – korai reneszánsz stílusban, a 14. század elején épült
- San Vito-templom – a 18. század elején, korai barokk stílusban épült-templom
- Castello Rosapepe – a 9. században épült vár maradványai
- Palazzo Arnone – a 15. század elején épült nemesi palota
- Monumento ai Caduti – a két világháború halottainak emlékére emelt emlékmű
- egy római vízvezeték romjai